# Hirschfeldia incana
La rabaniza amarilla (Hirschfeldia incana)  es una especie de planta perteneciente a la familia Brassicaceae. 

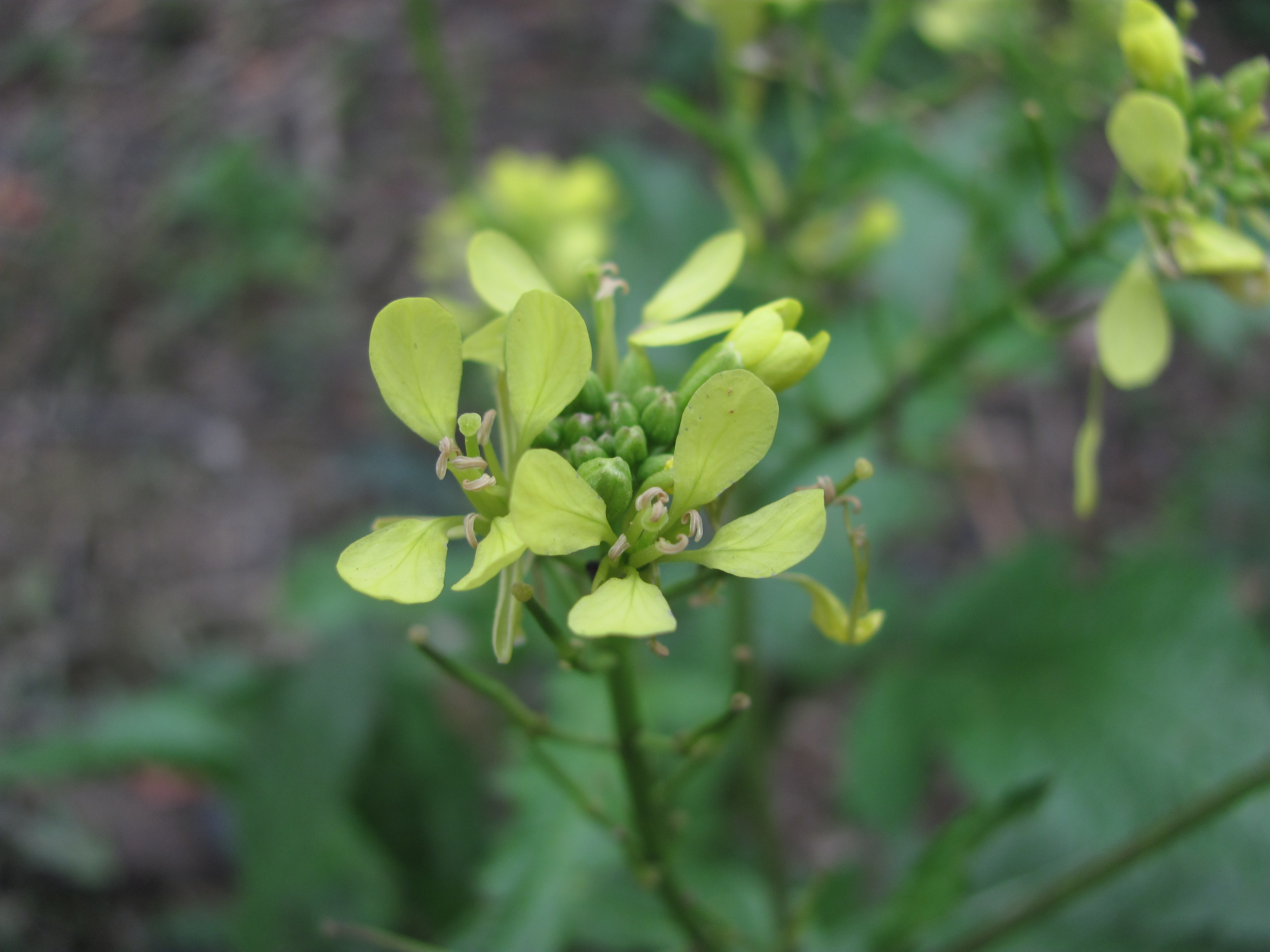
Flores

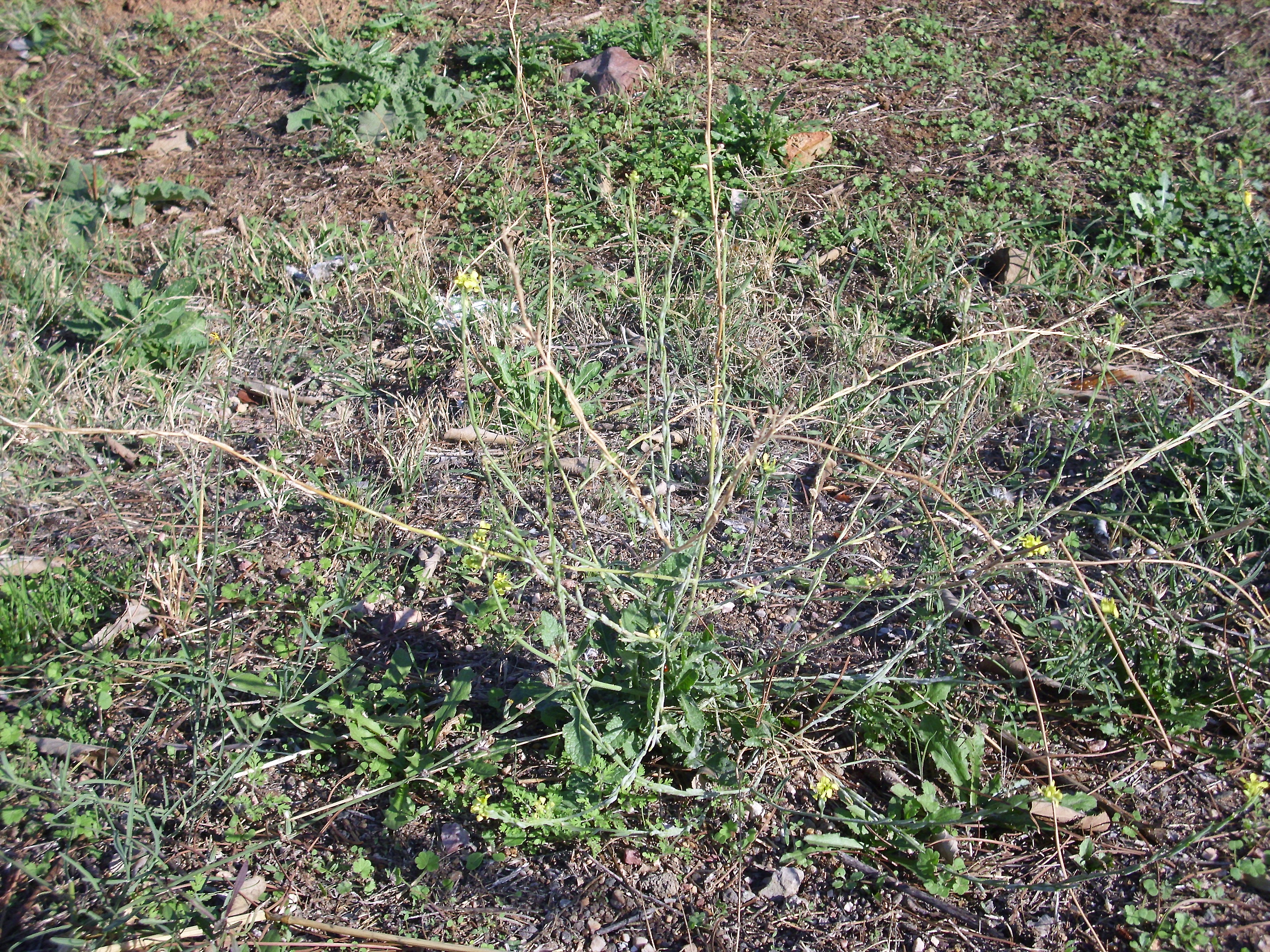
Vista de la planta

## Descripción
Esta mostaza es una planta perenne, muy similar en apariencia a la mostaza negra, pero en general es más corta. Constituye una amplia roseta basal de hojas lobuladas que se mantienen planas sobre el terreno, y que mantiene sus hojas mientras que dura la floración. Su tallo y follaje tienen pelos blancos blandos. Las flores, en primavera y verano, tiene 4 pétalos amarillos, de poco más de medio cm y forman racimos muy alargados a medida que fructifican las inferiores. El fruto es alargado, de 8-16 mm, fino, recto o retorcido sobre el tallo.

## Distribución y hábitat
Es nativa de la cuenca mediterránea, pero que pueden encontrarse en muchas partes del mundo como una especie introducida y, a menudo, muy abundantes, formando malezas nocivas. Tiñen de amarillo los campos. Aparece en zonas modificadas por el hombre, caminos, cunetas, bordes de cultivos compartiendo hábitat con muchas malezas.

## Taxonomía
Hirschfeldia incana fue descrita por (L.) Lagr.-Foss.  y publicado en Fl. Tarn Garonne 19. 1847
Etimología
Hirschfeldia: género dedicado a Christian Cay Lorenz Hirschfeld (1742-1792), filósofo y horticultor alemán.
incana: epíteto latino que procede de canis, que significa "gris pálido", aludiendo al color de los pelos de la planta.
Sinonimia
- Brassica adpressa (Moench) Boiss.
- Brassica geniculata (Desf.) Ball
- Brassica geniculata (Desf.) Benth.
- Brassica heterophylla (Lag.) Boiss. ex Nyman
- Brassica incana (L.) Maly
- Brassica nervosa Ball
- Brassica nigra var. incana (L.) Dosch & J. Scriba
- Brassica sylvestris subsp. incana (Meigen) Onno
- Cordylocarpus pubescens Sm.
- Crucifera hirschfeldia E.H.L.Krause
- Erucaria hyrcanica DC.
- Erucaria persica Gorter ex Ledeb.
- Erucastrum heterophyllum (Lag.) Nyman
- Erucastrum incanum (L.) W.D.J.Koch
- Erucastrum incanum var. geniculatum (Desf.) Coss.
- Hirschfeldia adpressa Moench
- Hirschfeldia adpressa var. consobrina Batt.
- Hirschfeldia consobrina Pomel
- Hirschfeldia consobuna Pomel
- Hirschfeldia geniculata (Desf.) Pomel
- Hirschfeldia heterophylla (Lag.) Amo
- Myagrum pinnatum Sol.
- Raphanus erucaria J.F.Gmel.
- Raphanus incanus (L.) Crantz
- Rapistrum macedonicum Formánek
- Sinapis adpressa (Moench) Schloss. & Vuk.
- Sinapis geniculata Desf.
- Sinapis heterophylla Lag.
- Sinapis incana L.
- Sinapis paniculata Boiss.
- Sinapis taurica M.Bieb.
- Sisymbrium incanum (L.) Prantl
- Strangalis adpressa (Moench) Dulac[3]

## Nombre común
- Español: Rabaniza amarilla.